# Nikolái Kostomárov
Nikolái Ivánovich Kostomárov (en ruso: Никола́й Ива́нович Костома́ров) o Mikola Ivánovich Kostomáriv (en ucraniano: Микола Іванович Костомаров; Yurásovka, 4 de mayojul./ 16 de mayo de 1817greg. - San Petersburgo, 7 de abriljul./ 19 de abril de 1885greg.) fue uno de los más distinguidos historiadores rusos y ucraniano como profesor de la Universidad de San Vladímir de Kiev, más tarde en la Universidad de San Petersburgo y miembro de la Academia Imperial de Ciencias de San Petersburgo. Fue consejero de Estado en Activo y autor de muchos libros, entre los que destaca su biografía del hetman de los cosacos zaporogos del siglo xvii Bogdán Jmelnitski y su fundamental Historia rusa en biografías de sus principales figuras en tres volúmenes. Fue uno de los iniciadores de la Hermandad de los Santos Cirilo y Metodio.

## Biografía

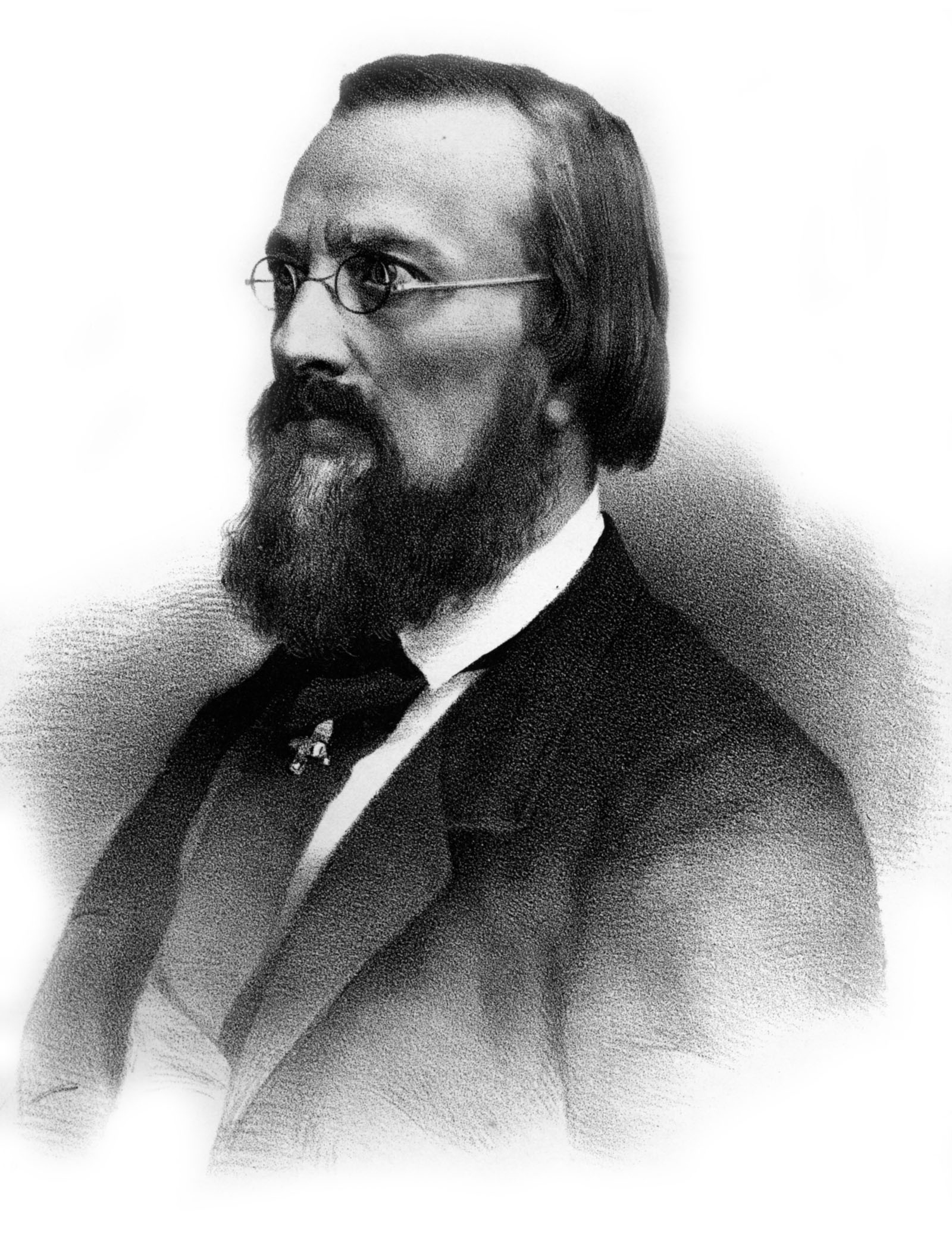
Kostomárov en 1869

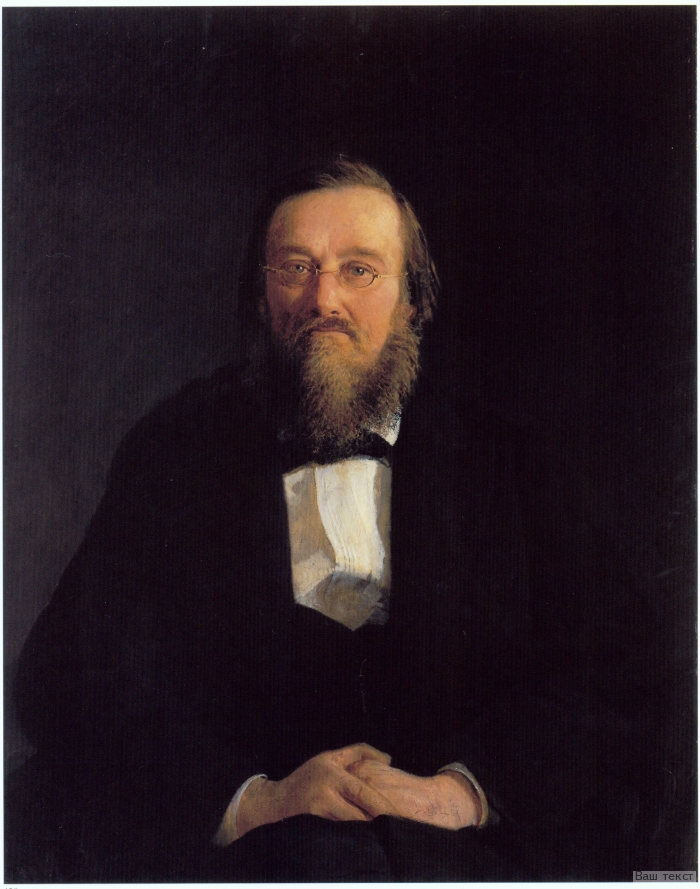
Retrato de Nikolái Kostomárov por Nikolái Gue, 1878

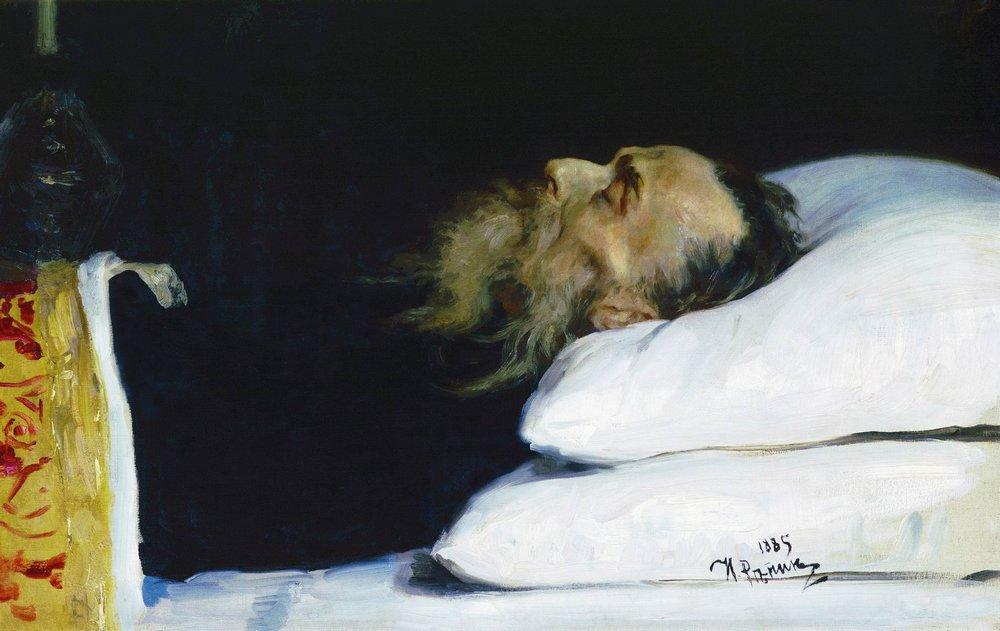
El historiador Nikolái Ivánovich Kostomárov en su ataúd, por Iliá Repin, 1885

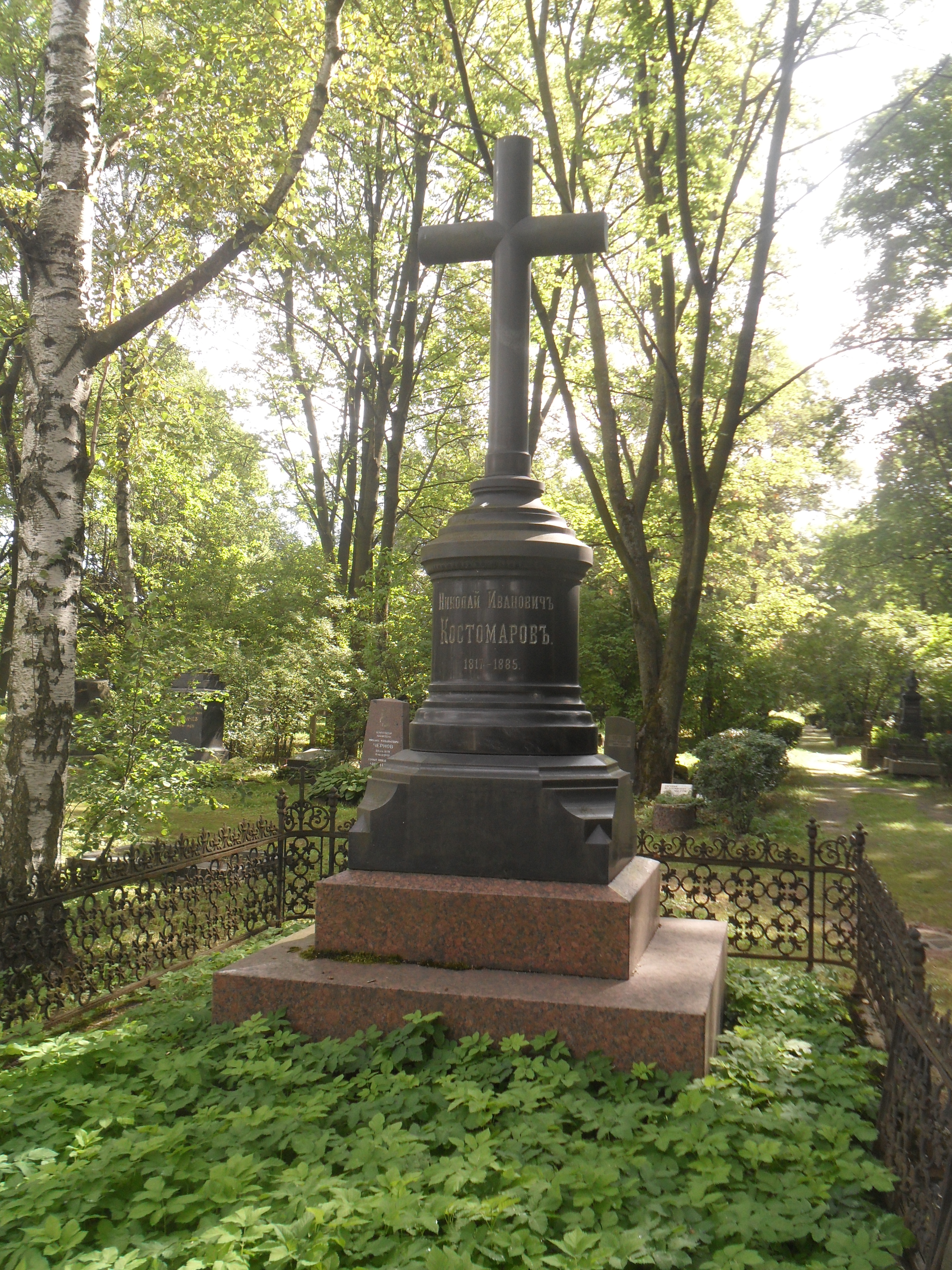
Tumba de Kostomárov

Nikolái Kostomárov nació el 4 de mayojul./ 16 de mayo de 1817greg. en Yurásovka, en el uyezd de Ostrogozhsk de la gobernación de Vorónezh, actual raión de Oljovatka del óblast de Vorónezh de Rusia. Fue hijo ilegítimo del terrateniente Iván Petróvich Kostomárov (1769-1828), militar retirado, y su sierva Tatiana Petrovna Mélnikova (1800-1875). La familia de su padre se remontaba al reinado de Borís Godunov en el Gran Ducado de Moscovia. Al retirarse, escogió a una de sus siervas como esposa, la mandó a educar a una pensión privada de Moscú y se casaron una vez el pequeño Nikolái hubo nacido. Por ello tuvo inicialmente condición de siervo de su padre y, aunque trataron de adoptarlo, no se llevó a cabo; pues su padre, que era muy severo con la servidumbre a pesar de su gusto por la literatura francesa del siglo xviii, fue asesinado en 1828 por su cochero Saveli Ivanov y unos cómplices para robarle, pretendiendo hacerlo pasar por un accidente. La muerte de Iván Petróvich puso a la familia en una difícil posición jurídica, puesto que al ser siervo pasaba a la propiedad de los parientes próximos de Kostomárov, los Róvnev.
Al haber quedado en una modesta situación económica, la madre de Nikolái lo traslada de una pensión en Moscú, donde había sido enviado para ser educado, a una de Vorónezh que, aunque más barata, también tenía un nivel más bajo que aburría al niño prodigio Nikolái. Sería expulsado de esta institución e inscrito en el gimnasio de Vorónezh en 1831, del que se graduaría en 1833. Tras graduarse se inscribió en la Facultad de Historia y Filología de la Universidad de Járkov.
Según su propio testimonio, los primeros años de universidad fueron de una vida desordenada y el bajo nivel del profesorado no permitió un aprendizaje sistematizado e interesante para el talentoso joven. La llegada de Mijaíl Lunin en 1835, cuyas clases fascinaron a Kostomárov, dejaron una gran influencia en él y le crearon un gran interés por la historia. Sin embargo, su vocación aún era vaga, pues al graduarse escogió el servicio militar, para lo que poco después se demostró que carecía de aptitudes, por lo que en 1837 regresaba a Járkov a completar su formación como historiador.
Su principal preocupación respecto a la historiografía dominante de su época era que esta «historia de Estado» obviaba completamente la historia del pueblo, de la masa de mujiks, sobre cómo vivían, su vida espiritual, etc. Llegó a la conclusión que era necesario reconstruir la historia no sólo basándose en «los Anales muertos», sino en el «pueblo vivo». Aprendió ucraniano, leyó las canciones populares ucranianas y las escasas publicaciones en ese idioma y llevó a cabo expediciones etnográficas a las aldeas vecinas a Járkov. La primavera de 1838 la pasó en Moscú, donde escuchó las conferencias del historiador y poeta Stepán Shevyriov, que ahondaron en él el influjo del nacionalismo romántico.
En la segunda mitad de la década de 1830 comenzó a escribir en ucraniano, bajo el seudónimo Jeremías la Grajilla (Иеремия Галка), y en 1839-1841 dio a luz dos dramas y algunas colecciones de poesías, originales y traducidas. Sus estudios en Historia progresaron rápidamente, pasando su examen magistral en 1840. En 1842 editó su tesis Sobre el significado de la Unia en la Rusia occidental, que provocó un debate con el arzobispo Innokenti de Járkov. La disputa llegó a las instancias del Ministerio de Instrucción Pública, que encargó a Nikolái Ustriálov escribir un ensayo para desmontar las tesis de Kostomárov. A Kostomárov se le permitió presentar otra tesis, que sería publicada a finales de 1843 con el nombre Sobre el significado histórico de la poesía popular rusa, que defendió a principios de 1844. La tesis fue una expresión brillante de las aspiraciones etnográficas del investigador que encajaban con el círculo de jóvenes ucranianos como Aleksandr Korsún, Profiri Korenitski e Iván Betski, que soñaban con el renacimiento de la literatura ucraniana.
Tan pronto terminó su segunda tesis, Kostomárov se puso a trabajar en un nuevo trabajo sobre la figura de Bogdán Jmelnitski. Con el propósito de visitar las localidades donde ocurrieron los acontecimientos de la biografía de esta figura, se hizo maestro del gimnasio de Rivne en 1844 y del de Kiev en 1845. Al año siguiente el Consejo de la Universidad de Kiev eligió a Kostomárov como profesor de Historia Rusa. Sus clases comenzaron en otoño y suscitaron gran interés entre los estudiantes. Tanto en Kiev como en Járkov, se creó a su alrededor un círculo de personas interesadas en la idea de la unidad eslava y la creación de una federación eslava basada en la igualdad de clases, la libertad de prensa y la libertad de religión, como Panteleimón Kulish, A. V. Markévich, Nikolái Gulak, Vasili Belozerski, Tarás Shevchenko, A. A. Navrotski. Para la difusión de estos ideales el círculo de amigos, se constituyó en la Hermandad de los Santos Cirilo y Metodio. Sin embargo, los sueños paneslavistas de los jóvenes se vieron pronto frenados, pues fueron arrestados en primavera de 1847, acusados de crimen de Estado, por delación de un tal Petrov, un estudiante que había escuchado sus conversaciones.
Kostomárov, que fue recluido en la Fortaleza de San Pedro y San Pablo, fue transferido al servicio en Sarátov, bajo vigilancia de la policía local y prohibiéndosele en el futuro la enseñanza y la impresión de sus obras. A pesar del golpe de realidad contra los ideales de Kostomárov, no acabó con su idealismo, con su energía ni con su capacidad de trabajo. En Sarátov continuó escribiendo su biografía de Jmelnitski e inició una nueva obra sobre la vida cotidiana del Estado ruso entre los siglos xvi y xvii. Para ella realizó exploraciones etnográficas en que recogió canciones populares y leyendas; asimismo, como en Ucrania, coincidió con personajes con ideas subversivas respecto al poder del zar y la sociedad estamental rusa. En 1855 se le permitió viajar a San Petersburgo por vacaciones, que aprovechó para concluir su trabajo sobre Jmelnitski. Al año siguiente se anuló la prohibición de imprimir sus obras y, poco después, se quitó la vigilancia sobre su persona. Tras un viaje al extranjero en que visitó Suecia, Alemania, Francia, Italia y Austria, Kostomárov regresó a Sarátov, donde escribió La Revuelta de Stenka Razin y tomó parte, como funcionario, en el comité gubernamental para el mejoramiento de la vida cotidiana de los campesinos, que debía realizar informes a fin de reformar su situación. 
En primavera de 1859 fue invitado por la Universidad de San Petersburgo para ocupar la cátedra de Historia Rusa, vacante tras la dimisión de Ustriálov. La prohibición de realizar actividad pedagógica fue levantada por solicitud del ministro B. P. Kovalevski y en noviembre de 1859 inició sus clases. Ésta fue la época de trabajo más intensivo de Kostomárov y de mayor popularidad. Conocido ya por el público ruso como escritor talentoso, se haría conocido por sus clases, en las que exponía de una manera original puntos de vista independientes sobre la historia rusa, vinculados con los que había defendido en Járkov. Su defensa de que el Estado ruso se había formado por una confluencia de varios principados y pueblos que habían llevado una vida independiente (el federalismo como base de la nación rusa) confrontaba con las ideas dominantes de la época, en particular la fascinación ante el sistema estatal y la admiración mística del pueblo, manifestadas por la escuela eslavófila y por Serguéi Soloviov. Kostomárov no sólo pretendía indagar en las condiciones que habían llevado a la formación del Estado ruso, sino también el carácter mismo de este régimen, su relación con sus antecesores y su influencia en las masas populares. Desde su punto de vista, la historia del Estado ruso se revestía de tintes más lúgubres que en el de otros historiadores. Asimismo, Kostomárov fue crítico con las fuentes y desde muy pronto reconoció la necesidad de comprobar la veracidad de episodios hasta entonces firmemente aceptados. Kostomárov publicó en la prensa algunas de estas conclusiones, que recibieron fuertes críticas para también un éxito inaudito entre la masa de estudiantes.
En el mismo periodo, Kostomárov fue elegido miembro de la Comisión Arqueológica, con la que emprendió la edición de unas actas de la Historia de la Pequeña Rusia en el siglo xvii. A la vez que preparaba estos documentos, los utilizó como fuente para una serie de monografías que debían componer la historia de la Pequeña Rusia desde tiempos de Bogdán Jmelnitski, un trabajo que realizó hasta el fin de sus días. Kostomárov colaboraba en las revistas Rúskoye slovo y Sovreménnik, donde publicaba resúmenes de sus clases y artículos de historia. Se hallaba cercano a los sectores progresistas de la Universidad petersburguesa y de la prensa, pero lo distanciaban de ellas su pasión por los problemas económicos, su relación romántica con la nacionalidad y sus ideas ucraniófilas. Más cercanas a él eran las ideas difundidas por algunos miembros de la Hermandad de los Santos Cirilo y Metodio en la revista Osnova, donde Kostomárov publicó algunos artículos dedicados a la aclaración de la existencia de «dos nacionalidades rusas» y negaba tal consideración a la nacionalidad polaca en «La verdad a los polacos sobre Rusia» («Правда полякам о Руси», 1861).
El cierre de la Universidad de San Petersburgo en 1861 por las protestas estudiantiles hizo que algunos profesores, entre ellos Kostomárov, convinieran en dar una serie de conferencias públicas en la Duma municipal, en lo que la prensa llamó «Universidad libre» o «móvil». Tras el destierro de San Petersburgo del profesor Pávlov por su conferencia sobre el milenario de la historia rusa, el comité que se encargaba de su realización decidió detener su actividad en protesta. Kostomárov, en desacuerdo con el comité, pretendió continuarlas; no obstante, tuvo que renunciar a ello, pues en su conferencia del 8 de marzo de 1862 fue interrumpido por el alboroto del público y, poco más tarde, fueron prohibidas por la autoridad. A continuación, en la primavera y el verano de ese año, Kostomárov emprendió un viaje por Rusia. Visitó los sitios históricos arqueológicos más famosos, entre ellos la fosa común, situada junto al arroyo seco Drani (afluente del Shelón), de los soldados de Nóvgorod la Grande fallecidos en la batalla de Shelón en 1471.
Tras la reapertura de la Universidad en 1862, a Kostomárov se le impidió regresar a su cátedra; su lealtad política estaba de nuevo en entredicho, principalmente por los esfuerzos censores de Moscú sobre la actividad de las imprentas. En 1863 fue invitado a ocupar una cátedra en la Universidad de Kiev, y en 1864, en la de Járkov. En 1869 regresó a Kiev, pero por órdenes del Ministerio de Instrucción Pública debió declinar todas estas invitaciones y limitarse a su actividad literaria, que, tras el cierre de Osnova, tenía unas perspectivas de publicación menores. Ante estas dificultades, Kostomárov perdió intereses por la actualidad y se dedicó definitivamente al estudio del pasado y a los trabajos de archivo. Uno detrás de otro, fueron saliendo a la luz sus trabajos dedicados a las grandes preguntas de la historia de Ucrania (Pequeña Rusia), el Imperio ruso y Polonia. En 1863 publicó Los pueblos del norte de Rusia y en 1866, La Época de la Inestabilidad del Estado moscovita, en Véstnik Evropy, y Los últimos años de la Rzeczpospolita. A principios de la década de 1870, Kostomárov comenzó su obra Sobre el significado histórico de la creación popular rusa de canciones. El debilitamiento de su vista hizo que suspendiera sus ocupaciones de archivo, lo que propició la publicación en 1872 de La historia de Rusia en las biografías de sus figuras esenciales.
En febrero de 1875 Kostomárov contrajo tifus. El 9 de mayo de ese año se casaría con Alina Leóntievna Kisel (1830-1907), su novia de toda la vida (ya en la época de su arresto de 1847). Las últimas obras de Kostomárov dejan ver una merma en las energías y un cambio de actitud: aumenta la frecuencia de las generalizaciones, hay menos vivacidad en la exposición, que recuerda al estilo de seca enumeración de hechos de Soloviov. En estos años Kostomárov expresaba que toda la tarea del historiador era transmitir los hechos comprobados que hallase. Trabajó hasta el día de su muerte, que le encontraría el 7 de abriljul./ 19 de abril de 1885greg. a causa de su larga y dolorosa enfermedad. Fue enterrado en los Literátorskiye mostkí del cementerio Vólkovo de San Petersburgo).

## Homenaje

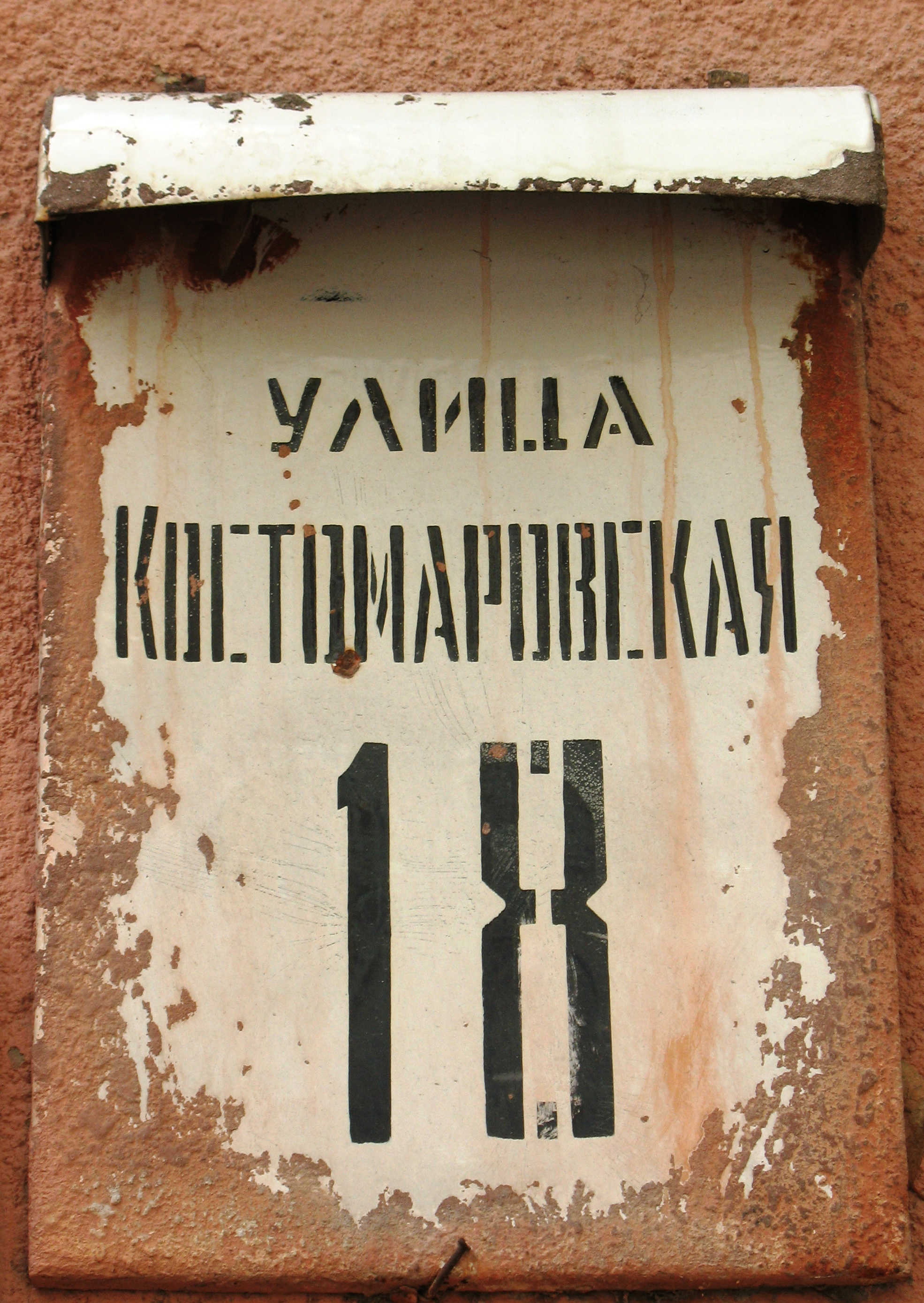
Placa de la calle Kostomárovskaya, en Járkov

Hay calles que llevan su nombre en las ciudades de Vasylkiv, Dnipró, Kóvel, Lviv, Pryluky y Járkov en Ucrania, y en Vorónezh en Rusia. En su localidad natal, Yurásovka, hay una calle en su honor. En el edificio del antiguo gimnasio de Vorónezh donde estudió hay una placa conmemorativa. Con su nombre fue bautizado el auditorio n.º 558 de la Universidad Nacional de Járkov V. N. Karazin.
En 2017, el Banco Nacional de Ucrania emitió unas monedas con valor nominal de 2 grivnas dedicadas a Nikolái Kostomárov.

## Obras
- Autobiografía
- Русская история в жизнеописаниях её главнейших деятелей. — Moscú: Eksmo, 2011. — 1024 pp. ISBN 978-5-699-33756-9.
- Собрание сочинений. Libros 1—8. San Petersburgo, 1903—1906
- Историческiя монографiи и изслѣдованiя. San Petersburgo:  Изданiе Д. Е. Кожанчикова, типографiя Императорской Академiи Наукъ, 1863–1872. — Т. I—XII.
- Холоп (1878).
- Кудеяр. San Petersburgo: Suvórina, 1882
- Бунт Стеньки Разина. 1885
- Павел Полуботок
- Гетманство Выговского.
- Гетманство Юрия Хмельницкого.
- [az.lib.ru/k/kostomarow_n_i/text_1885_samoderjavniy_otrok.shtml Самодержавный отрок], 1885
- [az.lib.ru/k/kostomarow_n_i/text_1861_o_znachenii_movgoroda.shtml О значении Великого Новгорода в русской истории]. 1861
- [az.lib.ru/k/kostomarow_n_i/text_1860_mysli_o_fed_ustroystve.shtml Мысли о федеративном начале в Древней Руси]. 1860
- Герои Смутного времени. Berlín, 1922.
- Деятели русской церкви в старину. Múnich: 1922.

## Enlaces externos

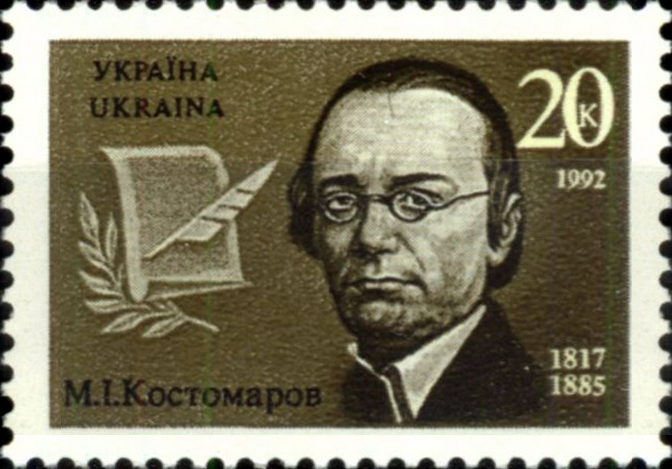
Sello postal de Ucrania de 1992, Michel 74.